# Slayden
Slayden é uma cidade  localizada no estado norte-americano de Tennessee, no Condado de Dickson.

## Demografia
Segundo o censo norte-americano de 2000, a sua população era de 185 habitantes.
Em 2006, foi estimada uma população de 190, um aumento de 5 (2.7%).

## Geografia
De acordo com o United States Census Bureau tem uma área de
1,4 km², dos quais 1,4 km² cobertos por terra e 0,0 km² cobertos por água. Slayden localiza-se a aproximadamente 168 m acima do nível do mar.

## Localidades na vizinhança
O diagrama seguinte representa as localidades num raio de 28 km ao redor de Slayden.